# Креслин
Креслин, або Кшеслін (пол. Krześlin) — село в Польщі, у гміні Сухожебри Седлецького повіту Мазовецького воєводства. Населення — 273 особи (2011).

## Історія
1546 року згадується православна церква в селі.
У 1975-1998 роках село належало до Седлецького воєводства.

## Населення
Демографічна структура станом на 31 березня 2011 року:
|          | Загалом | Допрацездатний вік | Працездатний вік | Постпрацездатний вік |
| -------- | ------- | ------------------ | ---------------- | -------------------- |
| Чоловіки | 137     | 20                 | 90               | 27                   |
| Жінки    | 136     | 23                 | 72               | 41                   |
| Разом    | 273     | 43                 | 162              | 68                   |